# I Got Love (MiyaGi & Ėndšpil')

Screenshot tratto dal video del brano

I Got Love è un singolo del duo musicale russo MiyaGi & Ėndšpil', pubblicato il 9 settembre 2016.
Il brano vede la partecipazione del rapper russo Rem Digga.

## Video musicale
Il video, diretto dal kazako Aisultan Seiıtov e reso disponibile il 2 giugno 2017, ha ottenuto oltre un miliardo di visualizzazioni su YouTube, divenendo la clip in russo più vista di sempre sulla piattaforma.

## Tracce
Testi di Arslan Bejsekov, Azamat Kudzaev, Roman Voronin e Soslan Burnacev.
1. I Got Love (feat. Rem Digga) – 4:36

## Classifiche

### Classifiche settimanali
| Classifica (2018-25) | Posizione massima |
| -------------------- | ----------------- |
| Estonia              | 12                |
| Lettonia             | 8                 |
| Russia               | 14                |
| Slovacchia           | 75                |

### Classifiche di fine anno
| Classifica (2018) | Posizione |
| ----------------- | --------- |
| Estonia           | 10        |
| Russia            | 148       |
| Classifica (2019) | Posizione |
| Lettonia          | 9         |